# Châteauneuf-Val-de-Bargis
Châteauneuf-Val-de-Bargis este o comună în departamentul Nièvre din centrul Franței. În 2009 avea o populație de 587 de locuitori.

## Evoluția populației
| An        | 1975 | 1982 | 1990 | 1999 | 2006 | 2009 |
| --------- | ---- | ---- | ---- | ---- | ---- | ---- |
| Populație | 671  | 581  | 518  | 554  | 570  | 587  |